# Yasoda pitane
Yasoda pitane är en fjärilsart som beskrevs av De Nicéville 1893. Yasoda pitane ingår i släktet Yasoda och familjen juvelvingar. Inga underarter finns listade i Catalogue of Life.